# Cathy Priestner
Cathy Priestner (n. 27 mai 1956, Windsor, Ontario, Canada) este o sportivă ce a reprezentat Canada, medaliată olimpică. A participat la 2 ediții ale Jocurilor Olimpice (1972, 1976) în care a câștigat o medalie de argint.